# 緑苑南
緑苑南（りょくえんみなみ）は、岐阜県各務原市の地名。現行行政町名は緑苑南一丁目から緑苑南四丁目。

## 地理
各務原市の東部の鵜沼地区に位置する。町域の東部は緑苑中、緑苑西、鵜沼台、西部は鵜沼西町、鵜沼大安寺町、南部は鵜沼西町、鵜沼東町、鵜沼台、北部は緑苑中、緑苑西、鵜沼大安寺町、鵜沼に接する。
昭和40年代に名古屋鉄道が丘陵地を造成して開発された緑苑団地（名鉄鵜沼緑苑）の一部である。地名は緑苑団地の南の地域であることに因む。
道路
- 国道21号（坂祝バイパス）
- 緑苑環状道路

## 歴史
昭和40年代、この地域に名鉄住宅団地（計画面積1,034,500m2、計画戸数3,420戸）の開発が計画される。団地名は後に緑苑団地に変更される。
1972年（昭和47年）に緑苑団地の開発が始まる。1974年（昭和49年）に名鉄鵜沼緑苑として分譲開始。1976年（昭和51年）に緑苑団地の開発（81.6ha、計画戸数1,547戸）が完了。1977年（昭和52年）7月19日に鵜沼の一部をもって緑苑南を設置する。

## 世帯数と人口
2024年（令和6年）10月1日現在の世帯数と人口は以下の通りである。
| 丁目         | 世帯数  | 人口    |
| ------------ | ------- | ------- |
| 緑苑南一丁目 | 98世帯  | 211人   |
| 緑苑南二丁目 | 147世帯 | 348人   |
| 緑苑南三丁目 | 132世帯 | 297人   |
| 緑苑南四丁目 | 144世帯 | 338人   |
| 計           | 521世帯 | 1,194人 |

## 小・中学校の学区
市立小・中学校に通う場合、学区は以下の通りとなる。
| 番・番地等 | 小学校               | 中学校               |
| ---------- | -------------------- | -------------------- |
| 全域       | 各務原市立緑苑小学校 | 各務原市立緑陽中学校 |

## 交通
- 岐阜バス緑苑八木山線

元々緑苑団地の開発をした名古屋鉄道が運行していた「鵜沼緑苑団地線」である。2000年に岐阜バスコミュニティに管理委託され、2007年の路線譲渡。2017年4月1日より岐阜バスの路線となり、2024年4月より一部ルート変更し緑苑八木山線に改称。
- 各務原市ふれあいバス東西線朝夕便、鵜沼線

## 主な施設
- 緑苑コミュニティセンター
- 緑苑南集会所
- 南陽台集会所
- 緑苑南公園
- 半ノ木洞公園